# Wakatobibrilvogel
De wakatobibrilvogel (Zosterops flavissimus) is een zangvogel uit de familie Zosteropidae (brilvogels). Het is een endemische vogelsoort van een eilandengroep in Zuidoost-Sulawesi (Indonesië).

## Taxonomie
De vogel werd in 1901/02 verzameld tijdens een moeizame expeditie door de Tukangbesi-eilanden (het regentschap Wakatobi) geleid door Heinrich Kühn in opdracht van het zoölogisch museum van Lionel Walter Rothschild in Tring. De meegebrachte brilvogels werden geldig beschreven door  Ernst Hartert als een aparte soort. Later werd het taxon beschouwd als een ondersoort van de Molukse brilvogel (Z. chloris). Op grond van uitgebreid fylogenetisch onderzoek, gepubliceerd in 2019 is besloten dit taxon de status van soort (terug) te geven.

## Herkenning
De vogel is 11 tot 12 cm lang. De vogel is van onder helder geel en ook de stuit is geel. De Molukse brilvogel is veel minder geel. De vleugels zijn donkergrijsbruin. Opvallend is de witte oogring met daaronder donkere streep die tot aan de snavel loopt, minder breed en zwart dan bij de Molukse brilvogel. De poten zijn blauwachtig grijs en de bovensnavel is bruinachtig en de ondersnavel meet blauwachtig grijs.. 

## Status
De populatie van de Wakatobibrilvogel is niet gekwantificeerd. De vogel heeft een klein verspreidingsgebied maar wordt hierin als algemeen voorkomend gezien. Daarom staat de soort als niet bedreigd op de Rode lijst van de IUCN.